# Tygr a drak
Tygr a drak (čínsky v českém přepisu Wo chu cchang lung, pchin-jinem Wò hǔ cáng lóng, znaky zjednodušené 卧虎藏龙, tradiční 臥虎藏龍) je čínský film žánru wu-sia, který natočil v roce 2000 režisér Ang Lee. Hlavními herci byli Chow Yun Fat, Michelle Yeoh, Čang C’-i, Čchen Čchang, Lang Siung a Čeng Pchej-pchej. Film je v čínštině, herci čínského původu byli z různých států a samotný film je koprodukčním dílem společností ze Spojených států amerických, Hongkongu, Čínské republiky a Čínské lidové republiky.
Premiéru měl 16. května na Filmovém festivalu v Cannes v jeho 53. ročníku. Byl oceněn řadou cen. V rámci amerického 73. ročníku udílení Oscarů získal ceny za nejlepší cizojazyčný film, nejlepší kameru, nejlepší hudbu a  nejlepší výpravu. Podobně na 54. ročníku udílení Filmových cen Britské akademie získal ocenění za nejlepší režii, nejlepší původní hudbu, nejlepší kostýmní design a nejlepší cizojazyčný film. Na 58. ročníku udílení Zlatých glóbů získal film Zlatý glóbus za nejlepší režii a Zlatý glóbus za nejlepší cizojazyčný film.
Film se odehrává v období říše Čching za vlády císaře Čchien-lunga. Jeho hlavním hrdinou je bojovník z pohoří Wu-tang jménem Li Mu-paj (čínsky pchin-jinem Lǐ Mùbái), znaky 李慕白).